# De Zindering
De Zindering is een vlindertuin in Tiel. Hij ligt op het dak van parkeergarage Westluidense Poort, naast cultuurcentrum Zinder.

## Geschiedenis
Bij de bouw van Zinder bestond het plan ook een aantal appartementen en stadswoningen te bouwen. Toen dat niet doorging, nam bewonersorganisatie TielCentrumXL het initiatief om het grote kale grasveld om te vormen in een vlindertuin van 2300 m². Het idee kwam van raadslid Maureen Klijn (Groenlinks), projectleider was beeldend kunstenaar Gera van der Leun. Het ontwerp is van de Tielse hovenier Edwin Barendrecht en is gebaseerd op The Dutch Wave van onder andere Piet Oudolf. Vlinderbioloog Guus Smid werd ingeschakeld voor zijn specifieke kennis en ervaring.
Dankzij een crowdfundingsactie kon onder de hele tuin een bewateringssysteem worden gerealiseerd. Zonnepanelen zullen de energie die de waterpomp gebruikt weer aan het elektriciteitsnet terugleveren. Onderzocht wordt nog of het regenwater van de daken van de Agnietenhof en de oude bibliotheek kan worden afgekoppeld van het riool, om het voor de tuin te gebruiken.
Het grove werk is door professionals gedaan, de aanleg is in het najaar van 2020 grotendeels door vrijwilligers uitgevoerd. De tuin is aangelegd met biologisch plantgoed dat aantrekkelijk is voor vlinders, bijen en andere insecten. Hij is zo ontworpen dat er in ieder seizoen van te genieten valt en is rolstoelvriendelijk. Al in het eerste jaar werden er vele soorten vlinders aangetroffen.

## Activiteiten
De missie van de makers is de biodiversiteit in de stad te versterken en iedereen aan het insectenvriendelijk tuinieren te krijgen. In samenwerking met Zinder en Bibliotheek Rivierenland worden in en rond de tuin regelmatig activiteiten georganiseerd, zoals het bouwen van insectenhotels, milieueducatie, cursussen fotografie en schilderen, rondleidingen, lezingen en een cursus tuinontwerpen op een insectenvriendelijke manier. Een nieuw plan behelst het doortrekken van de beplanting door het hele centrum van Tiel, het aanleggen van aanvliegroutes voor insecten naar de vlindertuin waar vooral inheemse en biologische planten komen te staan, een challenge op basisscholen en het enthousiasmeren van de inwoners van de Regio Rivierenland voor zeven ecologische noord-zuidverbindingen.
Als eerste element van de "Vergroeningsgolf vanuit de Vlindertuin" zijn geveltuintjes aangelegd in het gebied waar de riolering wordt vervangen in het centrum van de stad. In januari 2024 vond de aftrap plaats van de vlinderroute van Tiel naar Eck en Wiel. In maart werden de eerste "kraamkamers" langs de Dode Linge ingezaaid.

## Zadenbibliotheek
In de naastgelegen bibliotheek is een zadenbibliotheek gevestigd, waar men zaden kan lenen en (na opkweken van de planten) weer terugbrengen. Er zijn zaden van planten uit vlindertuin De Zindering en van planten die andere tuiniers hebben ingebracht.

## Onderscheidingen
In 2022 won de vlindertuin de Gelderse publieksprijs voor ruimtelijke kwaliteit van 10.000 euro. In 2023 was hij een van de tien genomineerde projecten voor een Appeltje van Oranje van het Oranje Fonds. De "Vergroeningsgolf vanuit de Vlindertuin" kreeg de eerste prijs van 100.000 euro in de Groene Icoonproject Challenge van de provincie Gelderland.

## Afbeeldingen

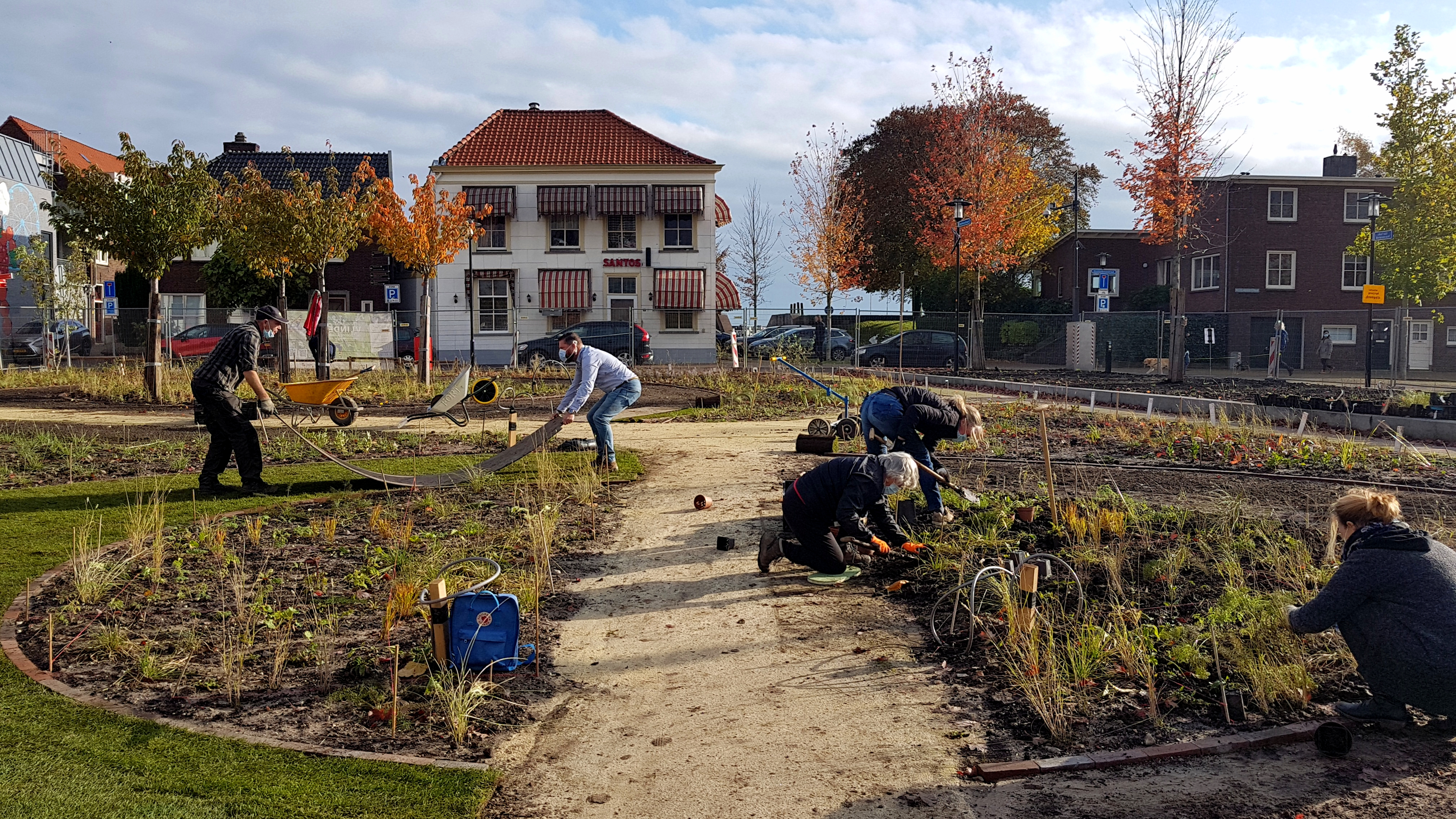
De Zindering in wording, oktober 2020
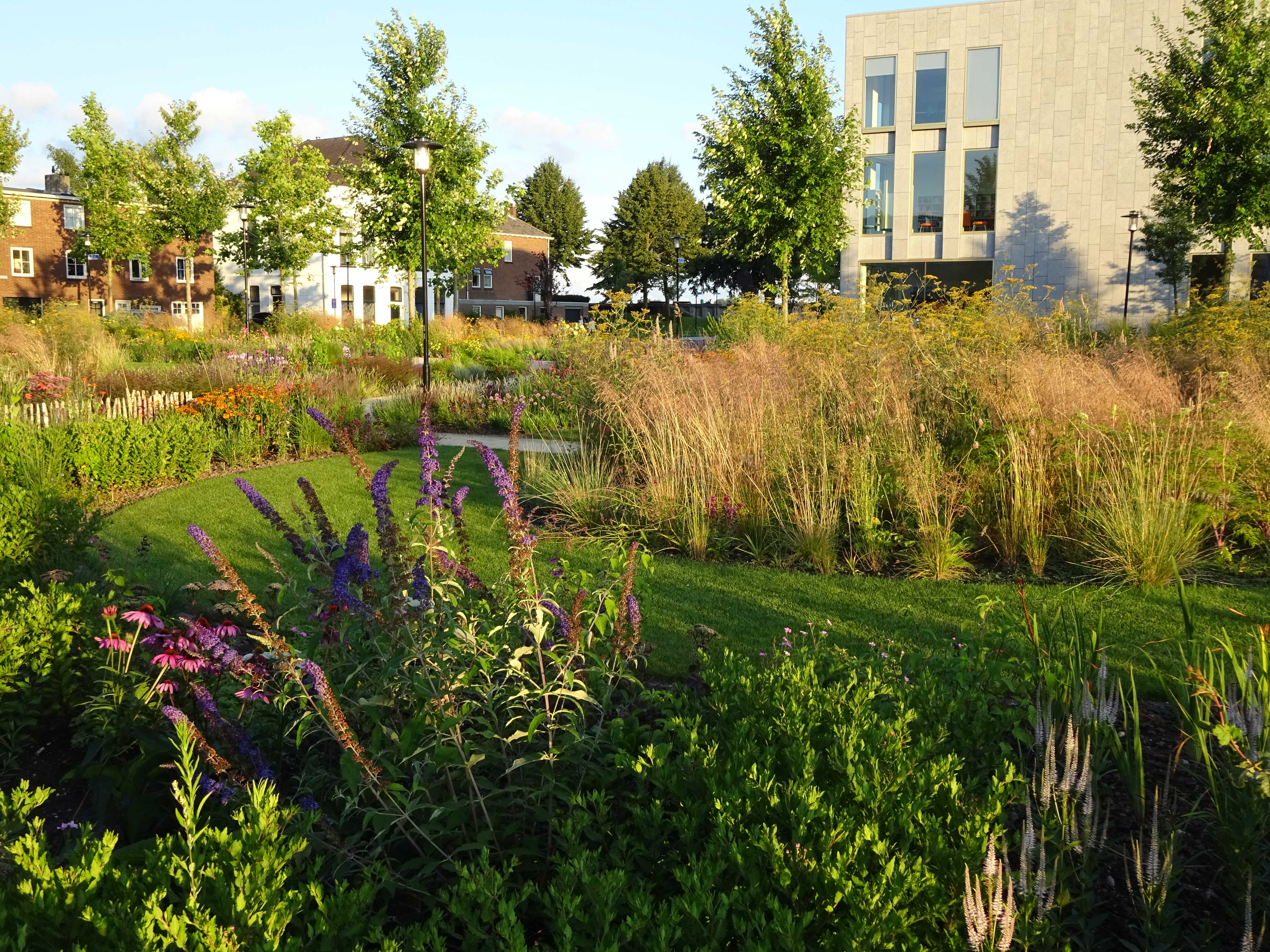
De tuin in bloei, juli 2021
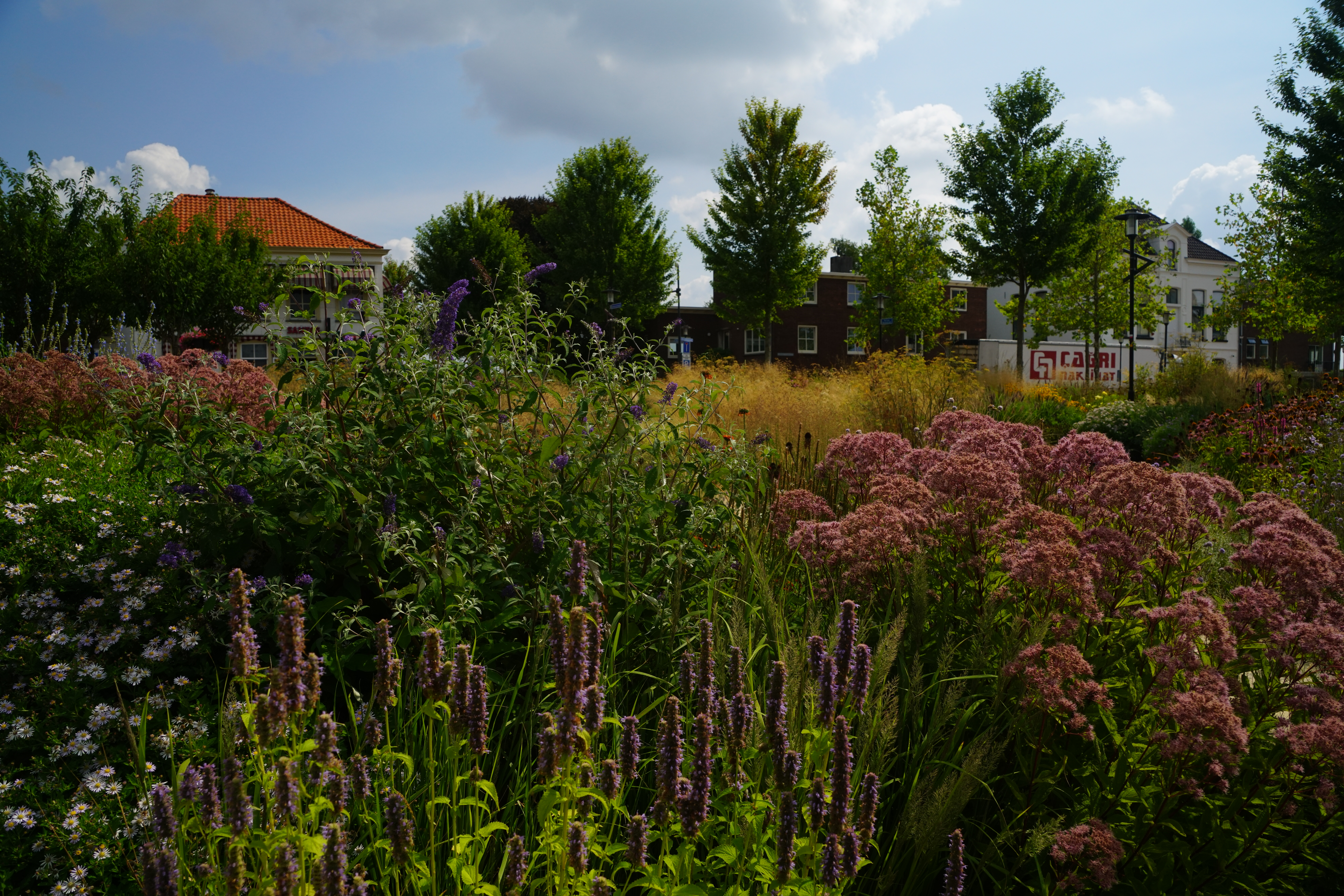
Augustus 2022
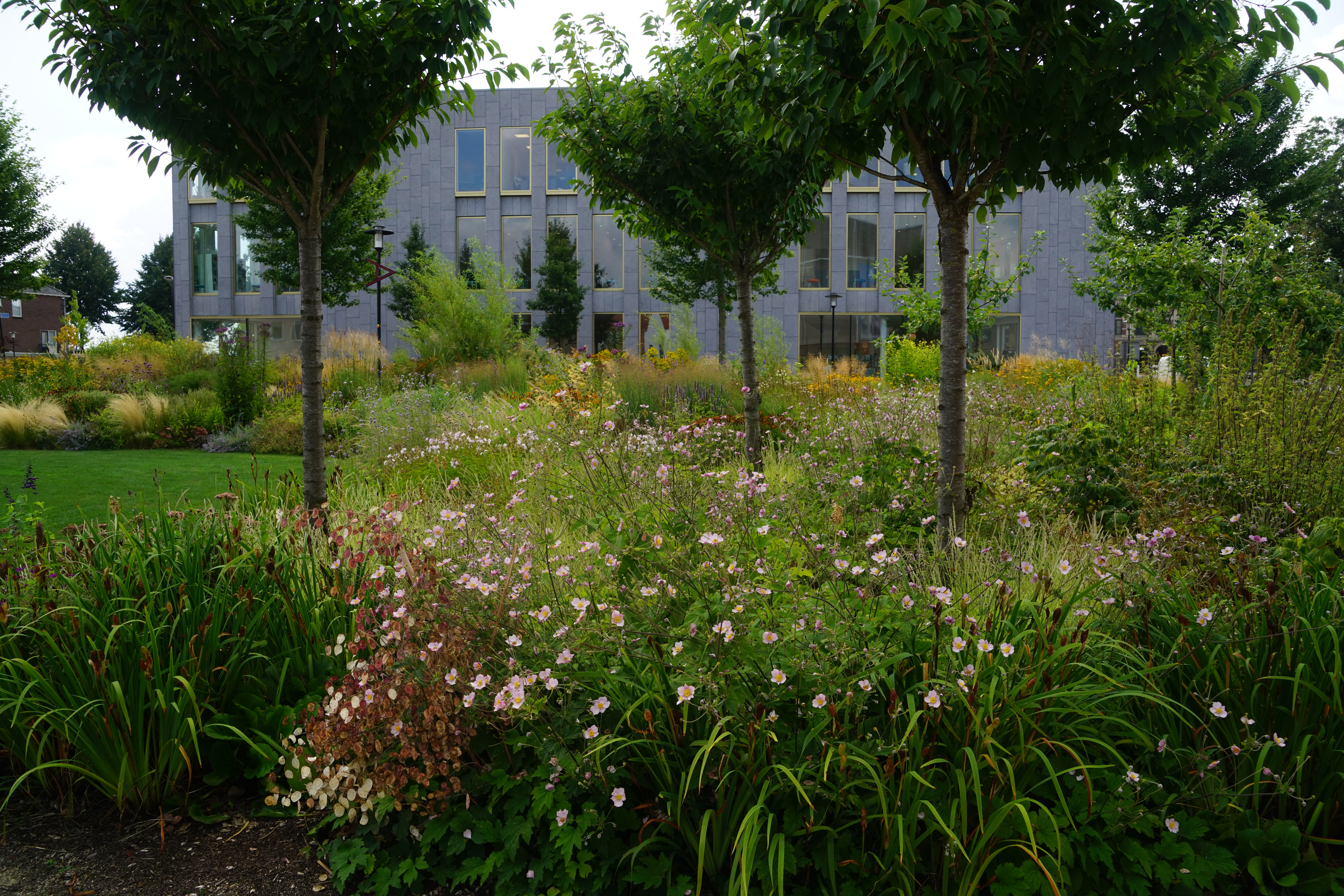
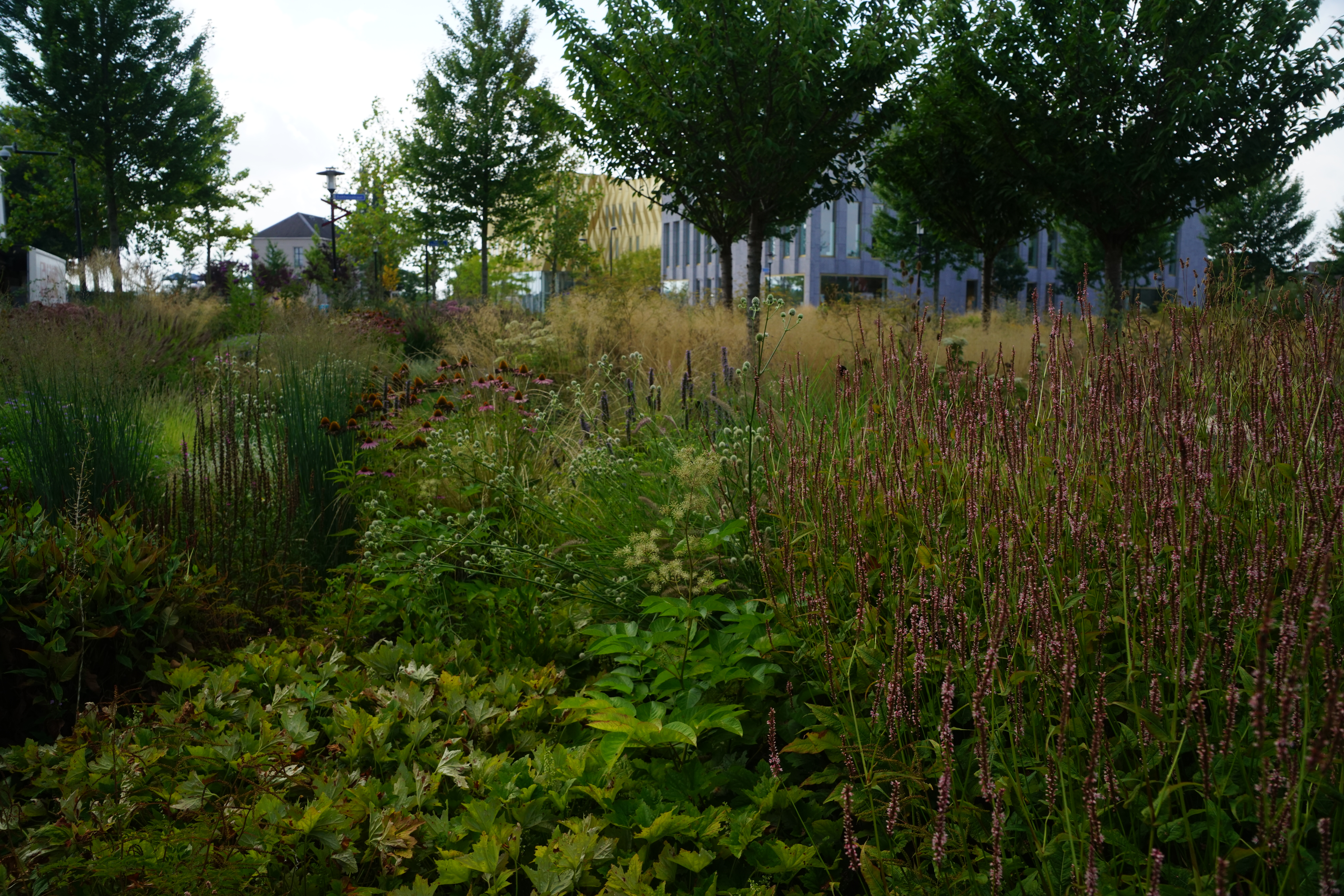
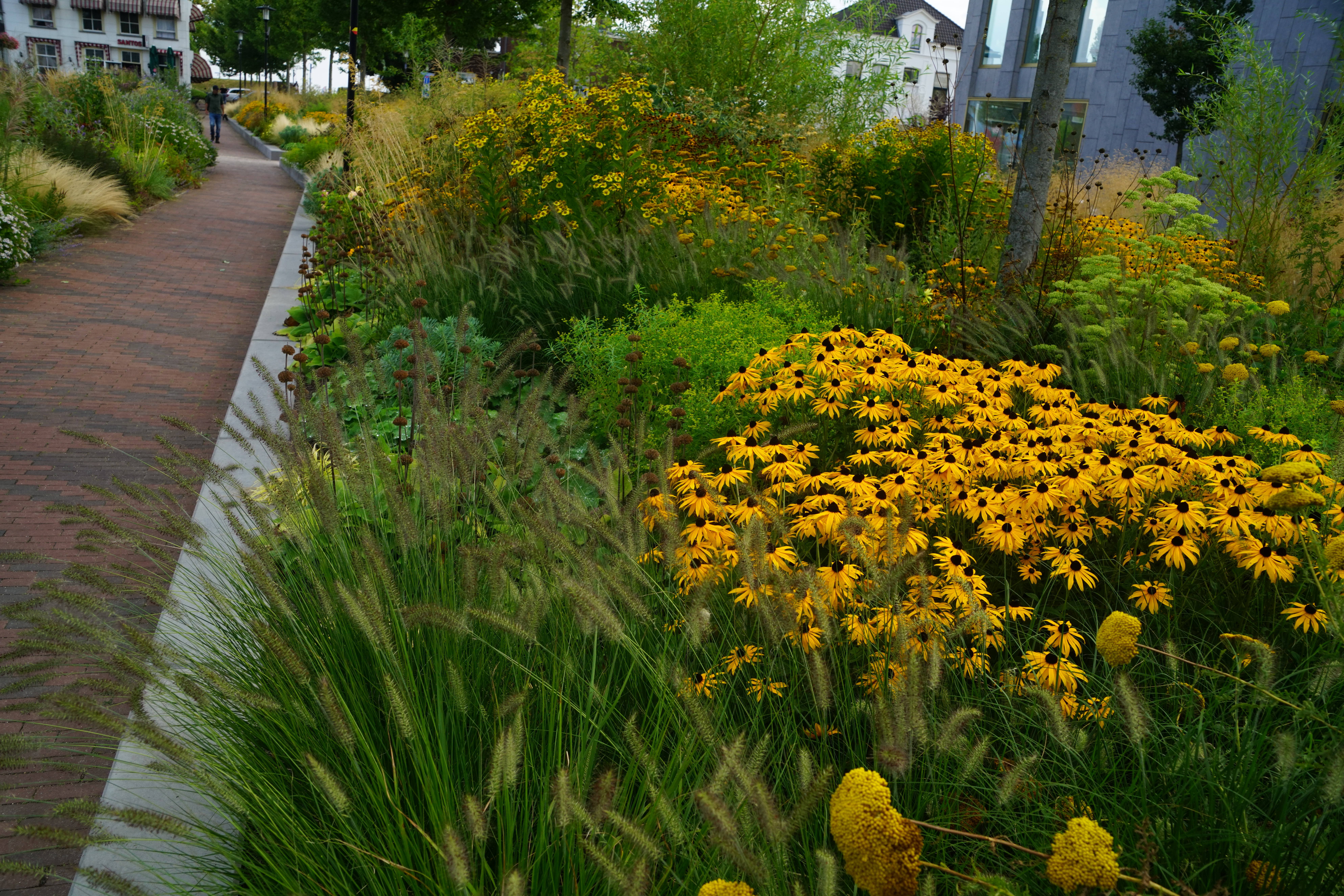
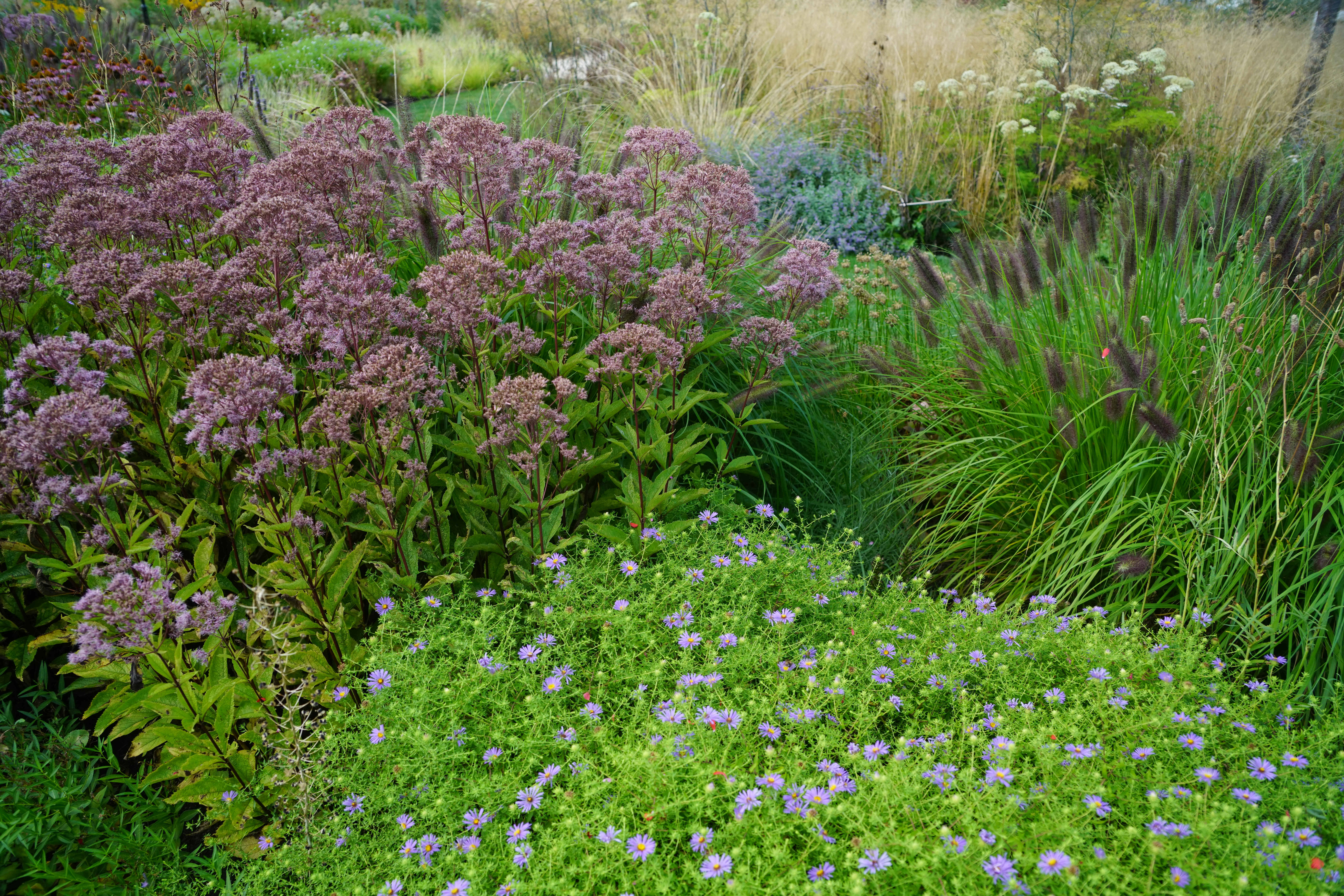
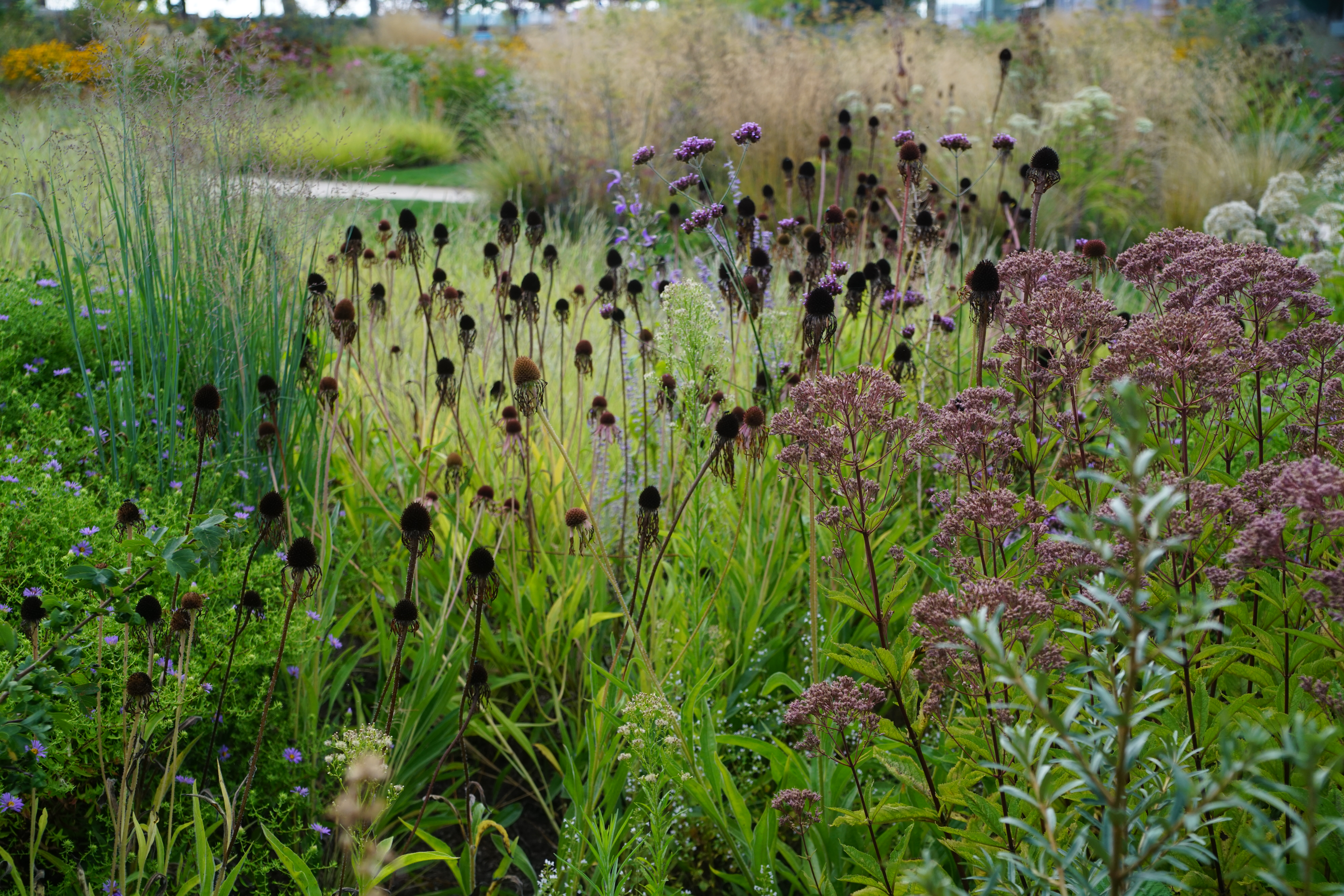
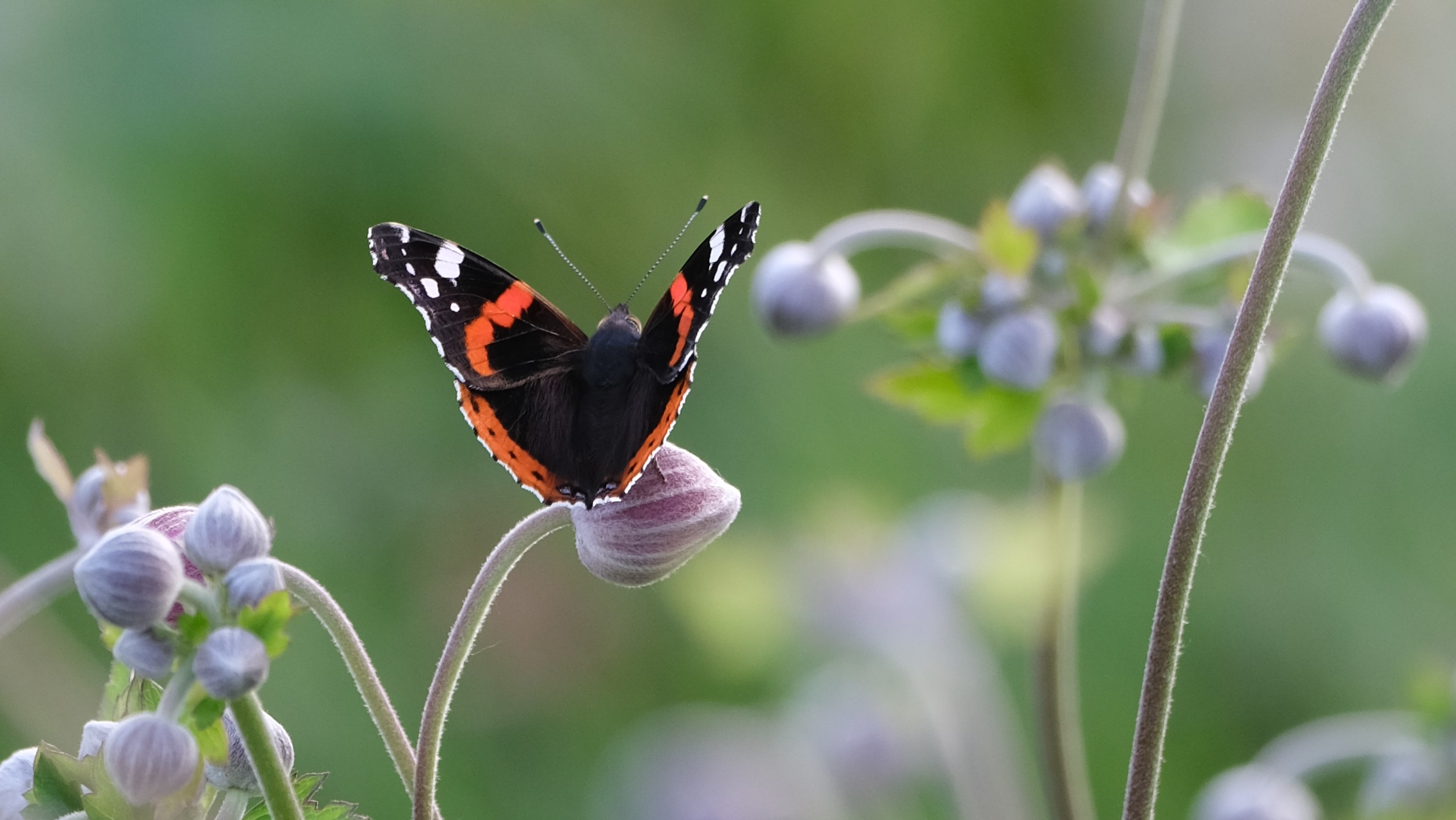
Atalanta
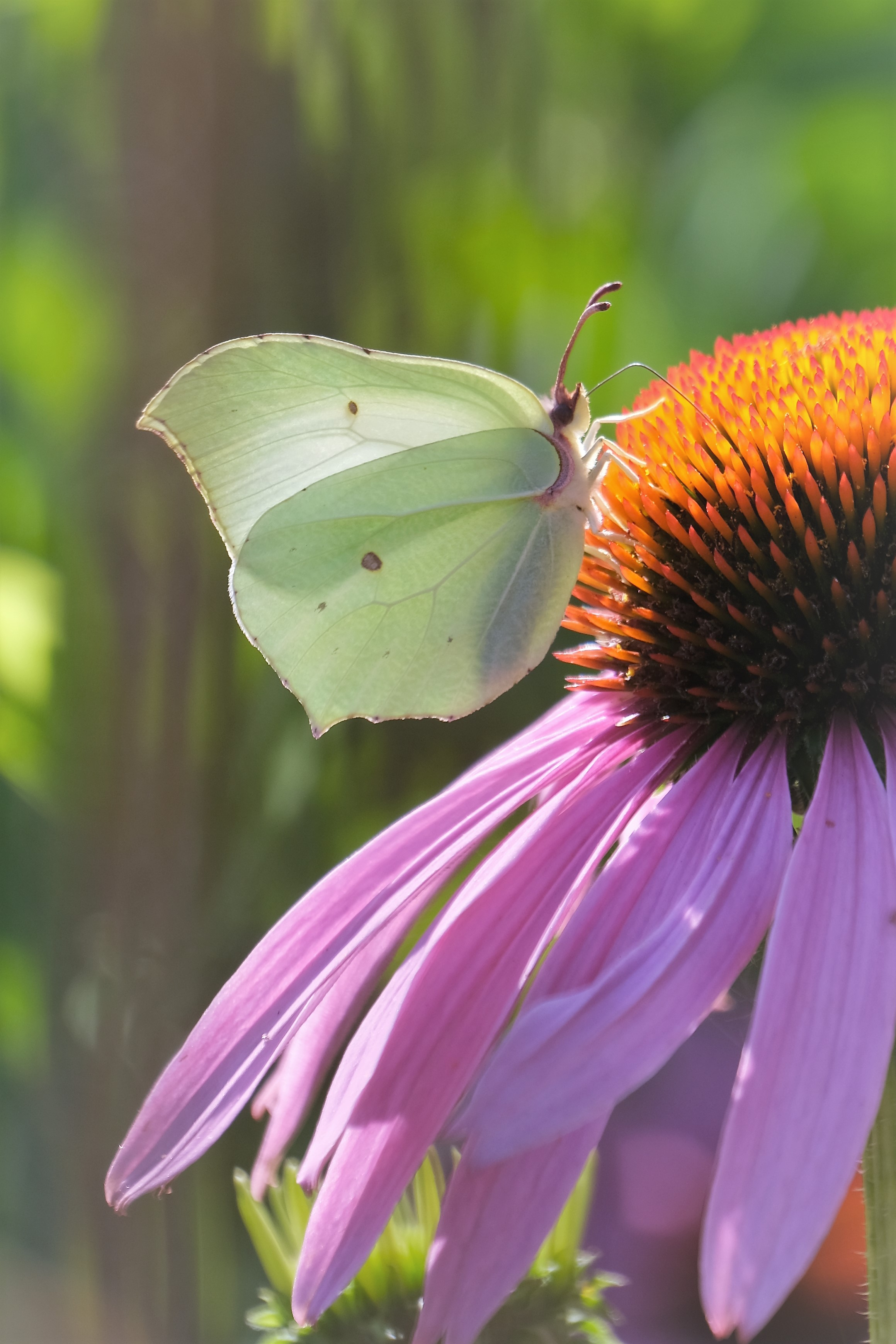
Citroenvlinder
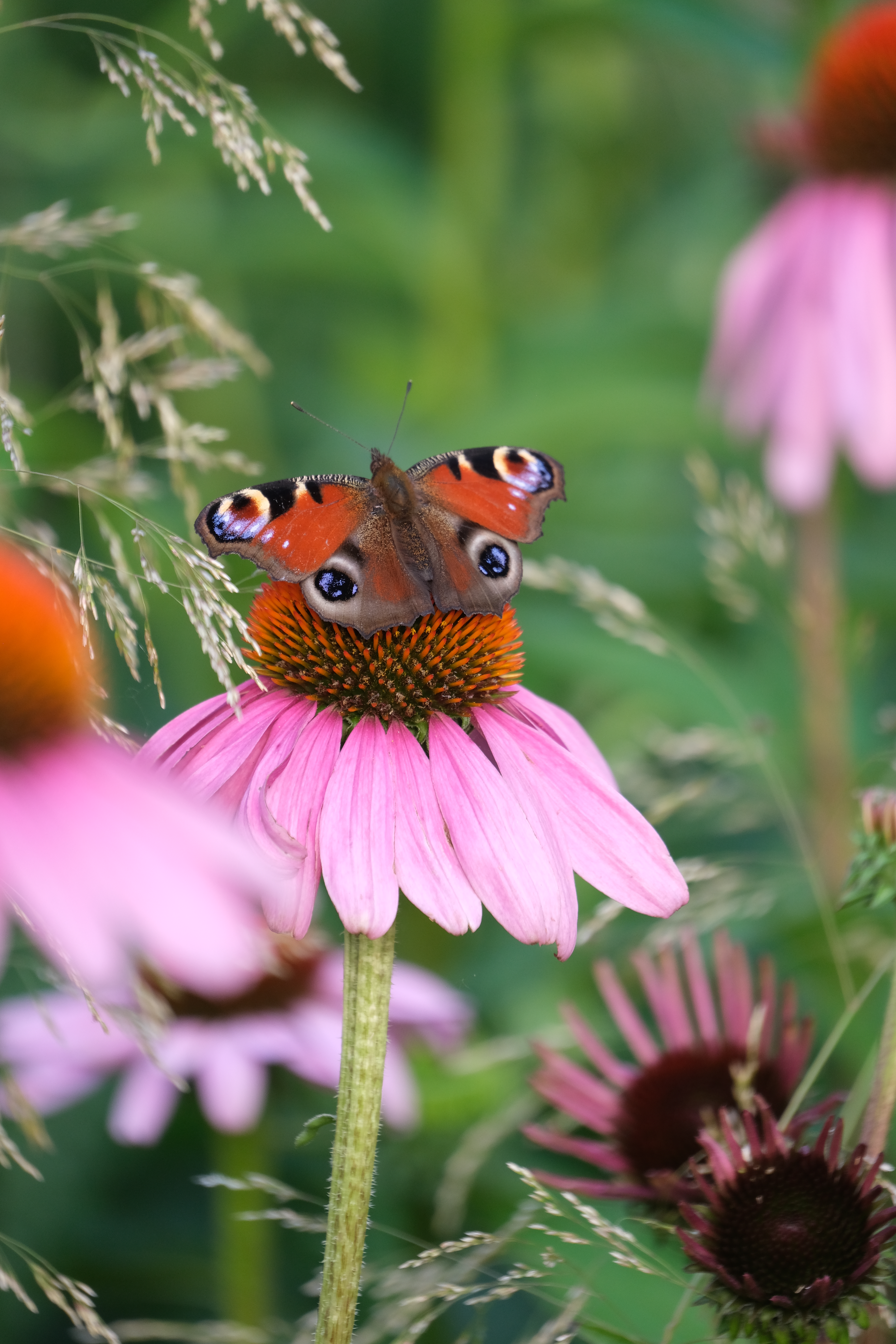
Dagpauwoog
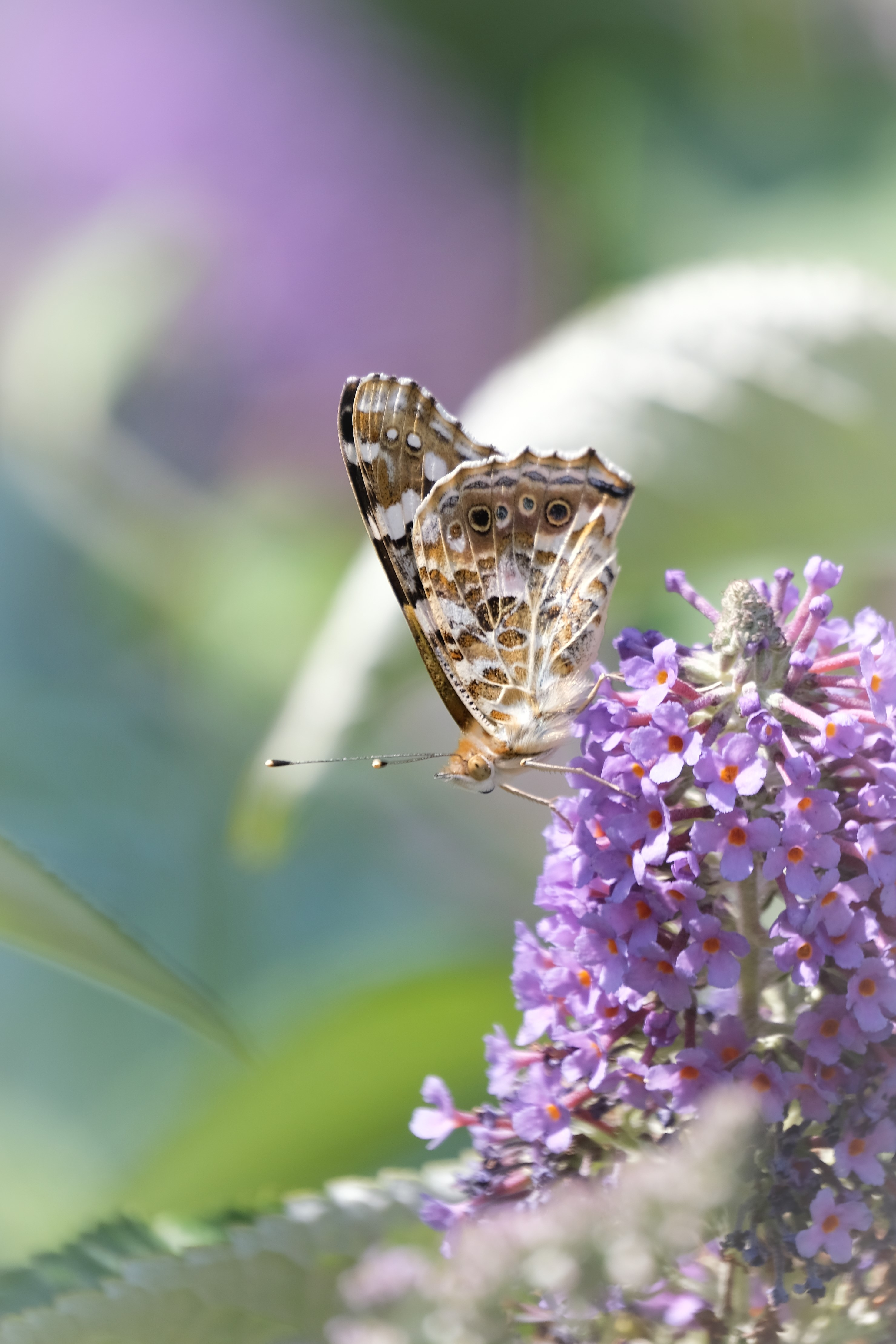
Distelvlinder
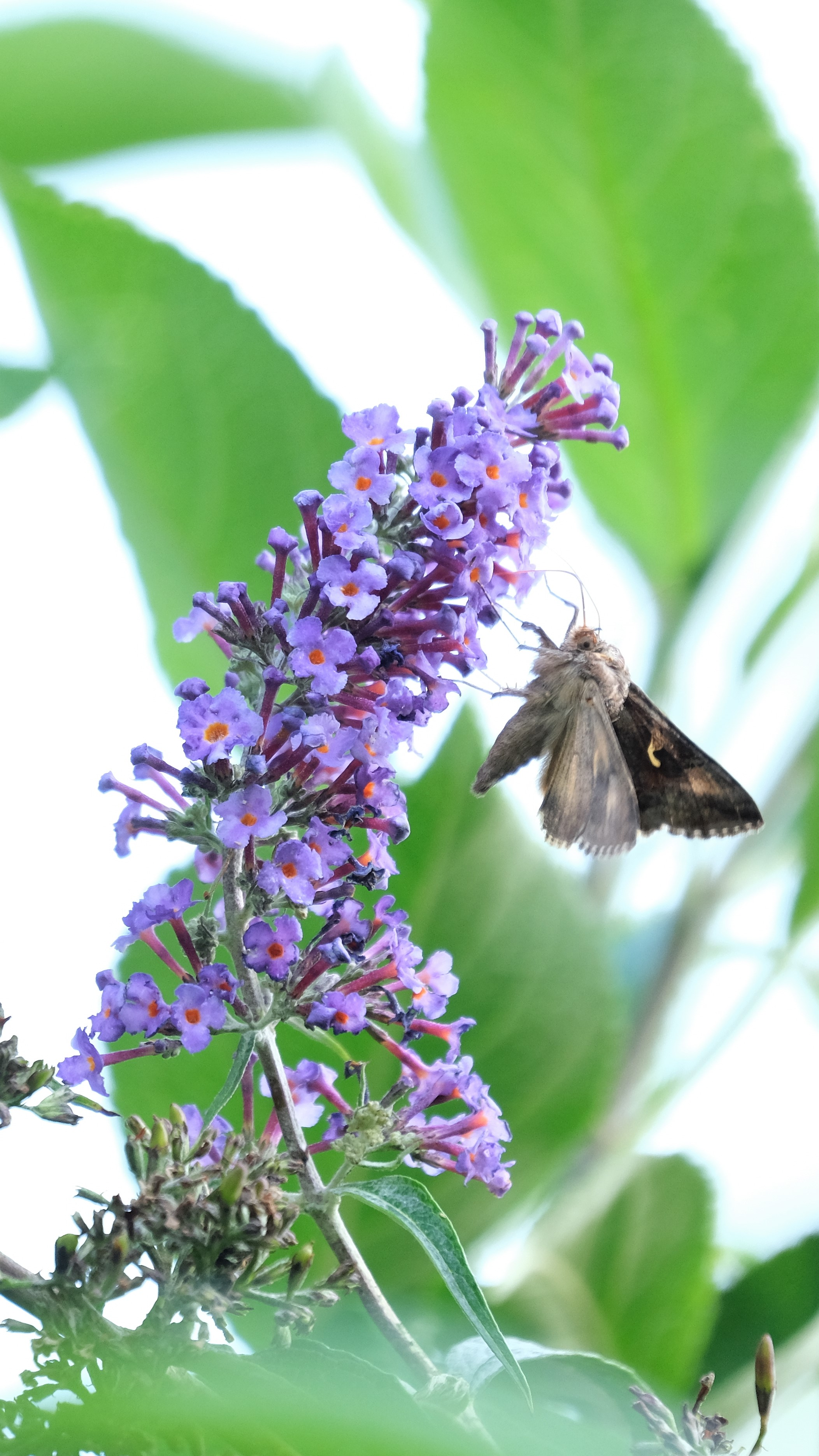
Gamma-uil
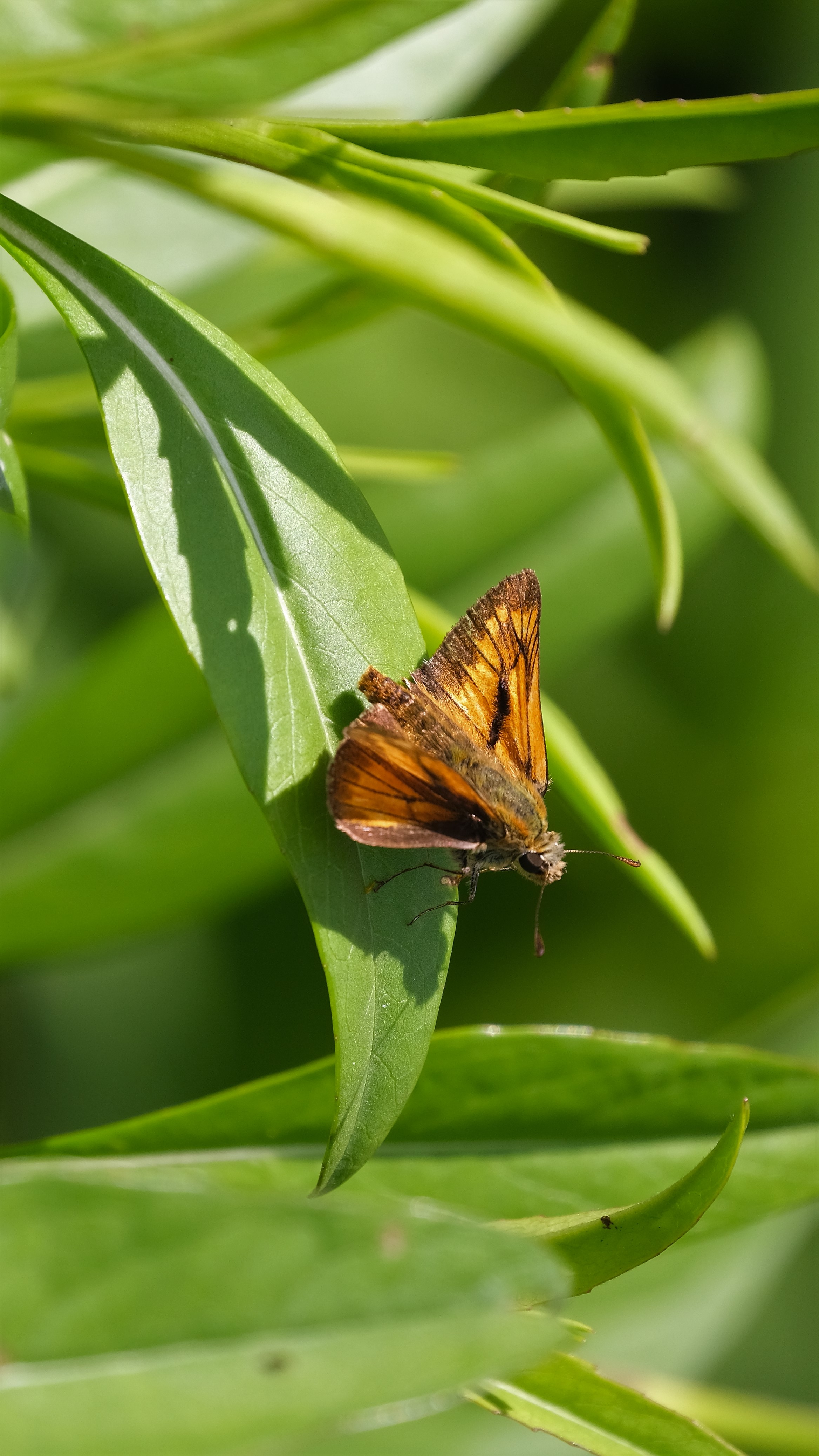
Groot dikkopje
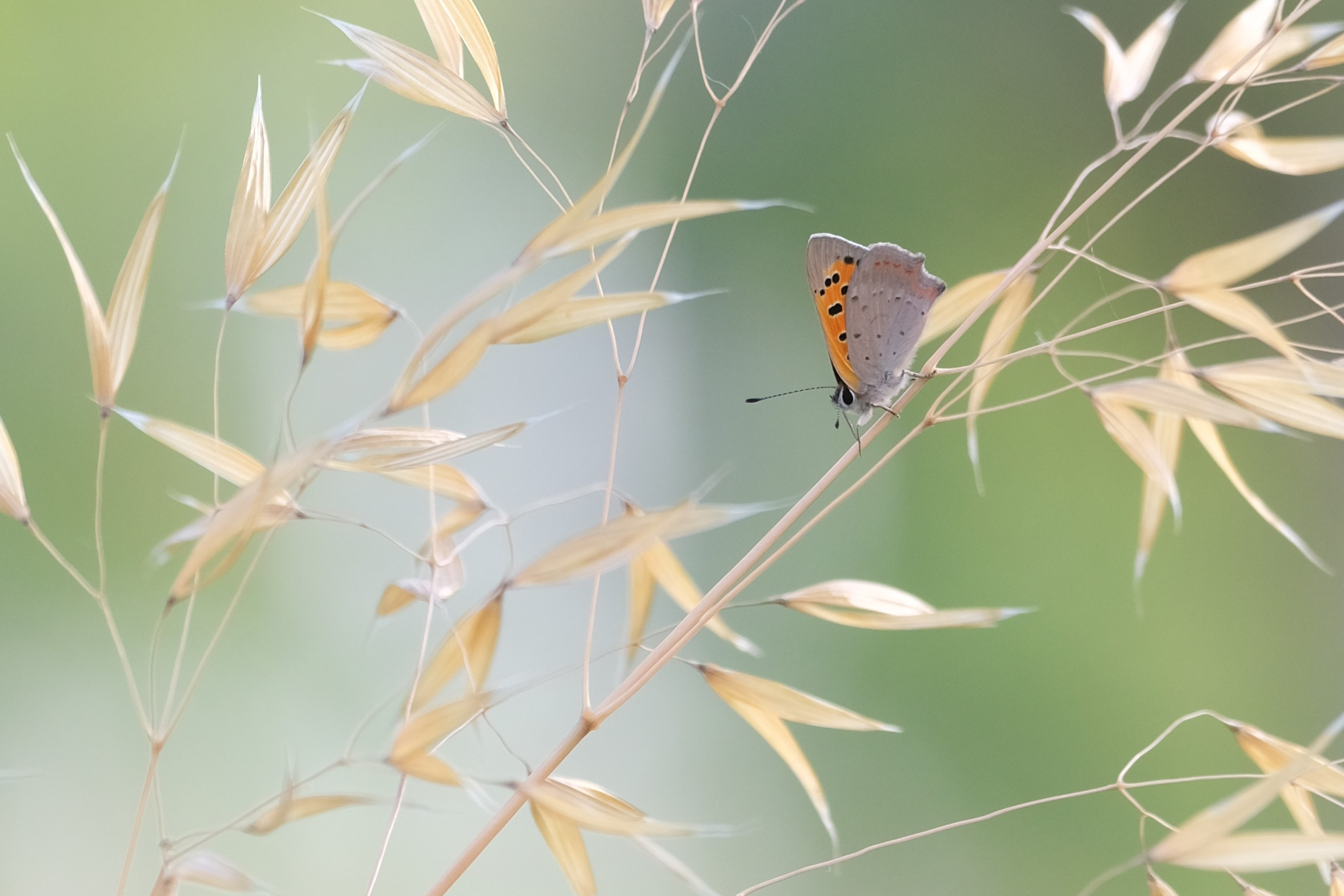
Grote vuurvlinder
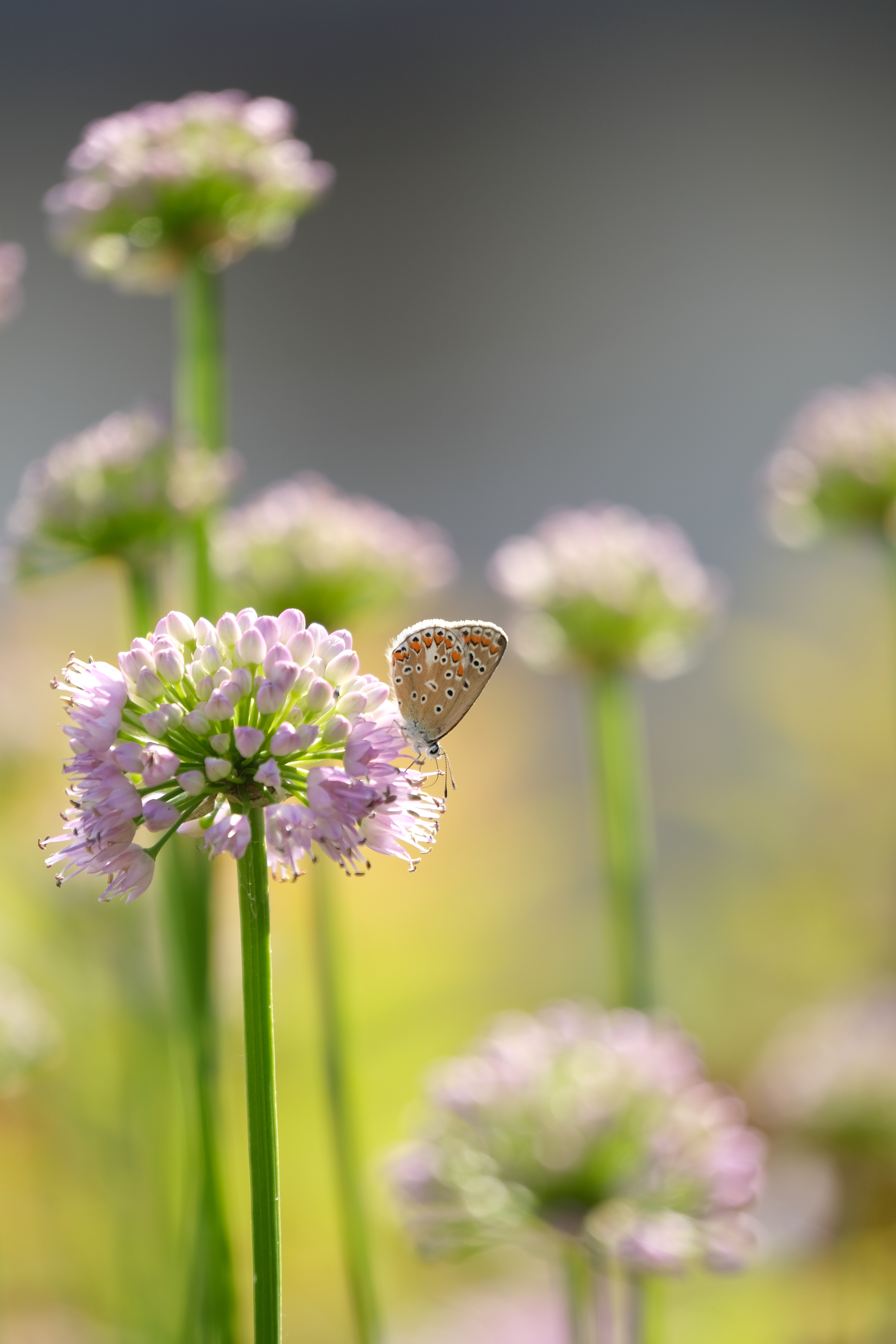
Icarusblauwtje
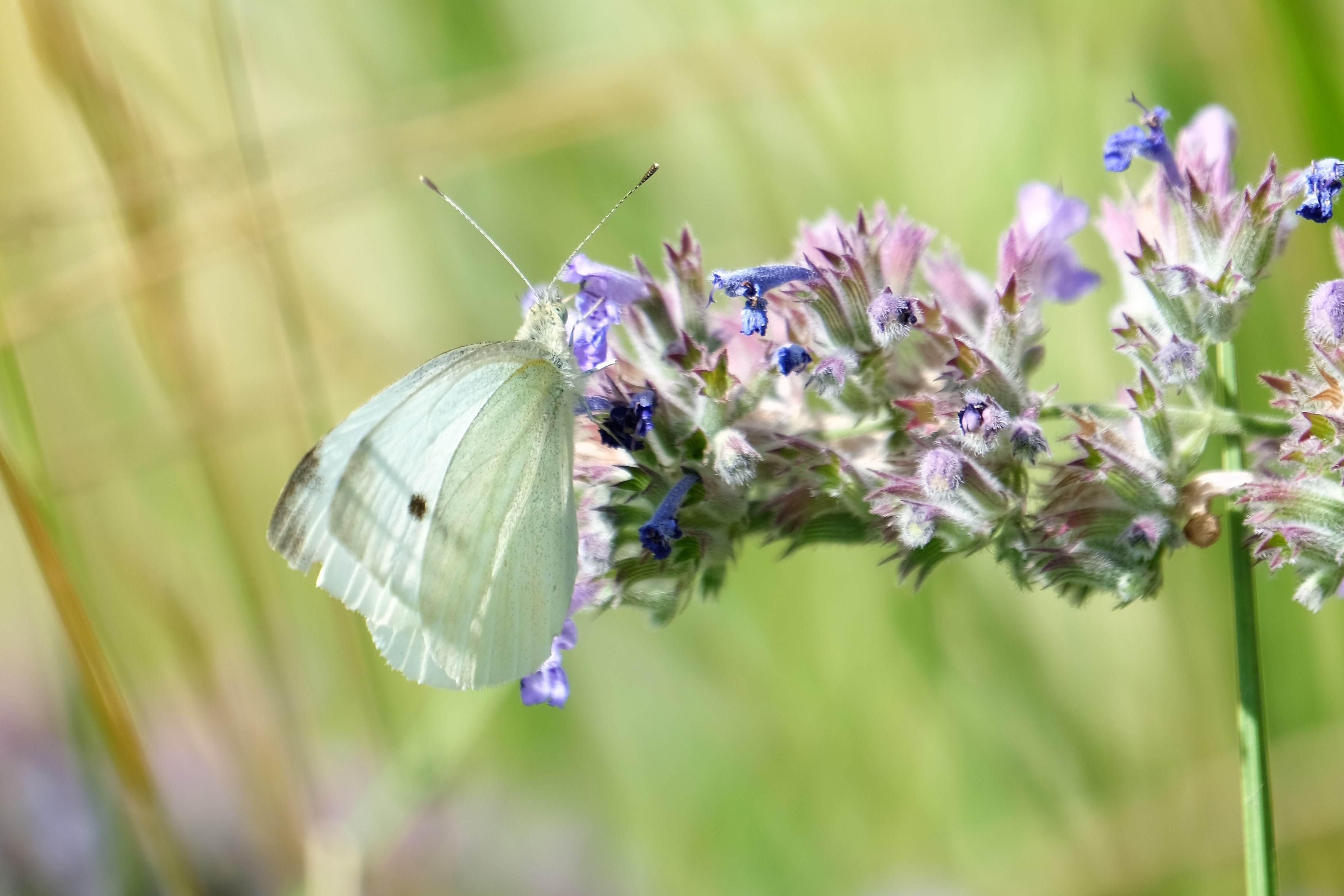
Klein koolwitje
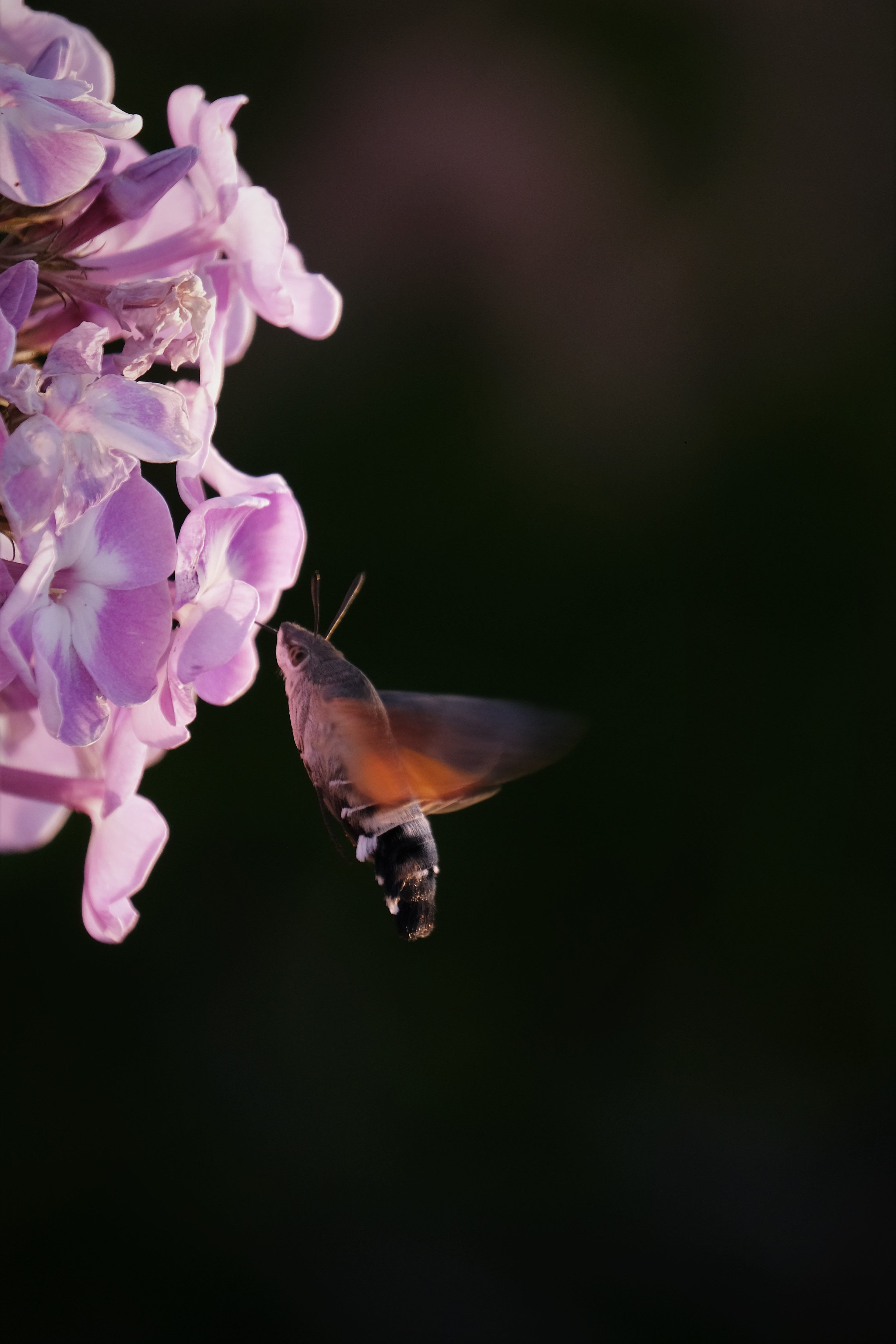
Kolibrievlinder
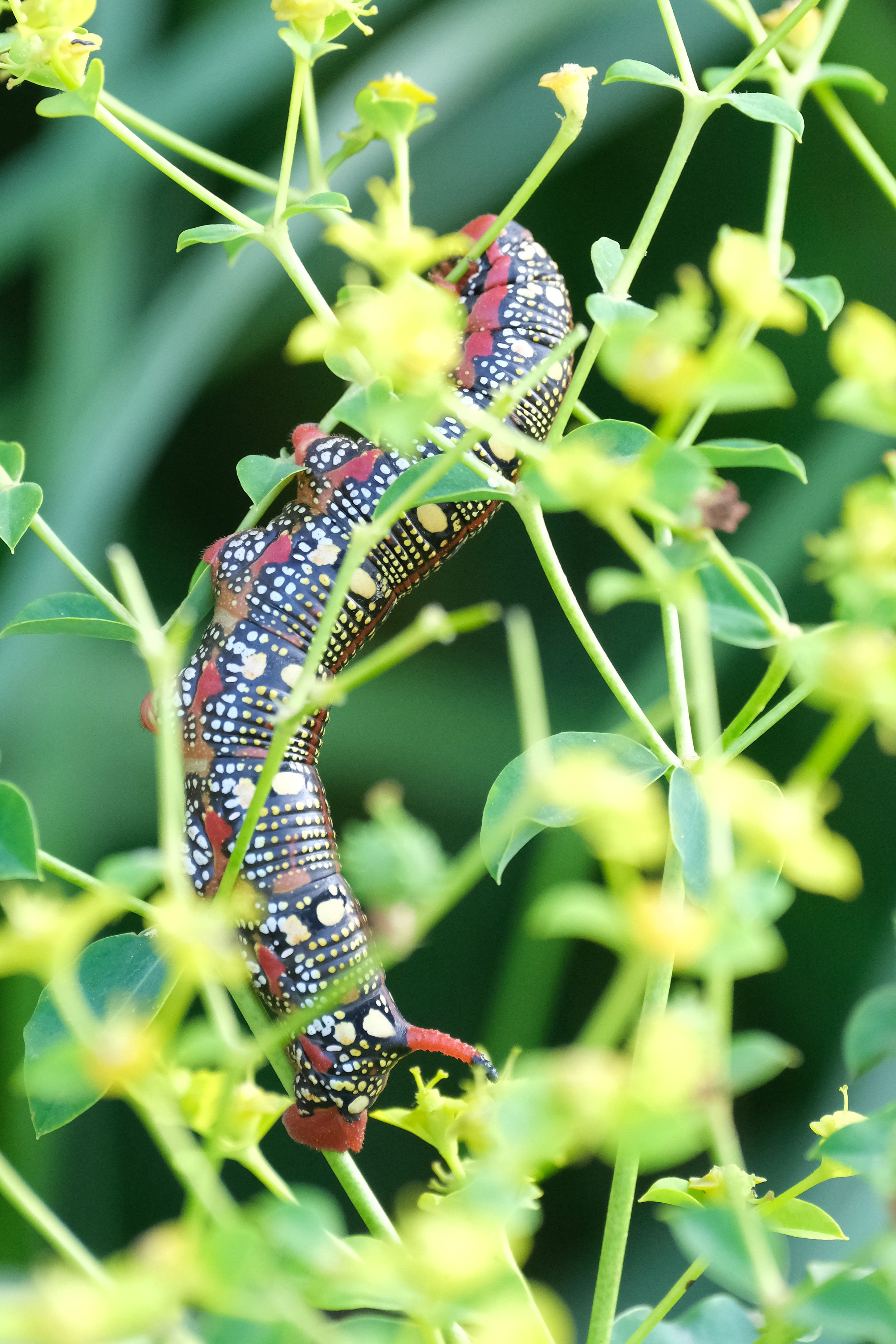
Rups van de wolfsmelkpijlstaart
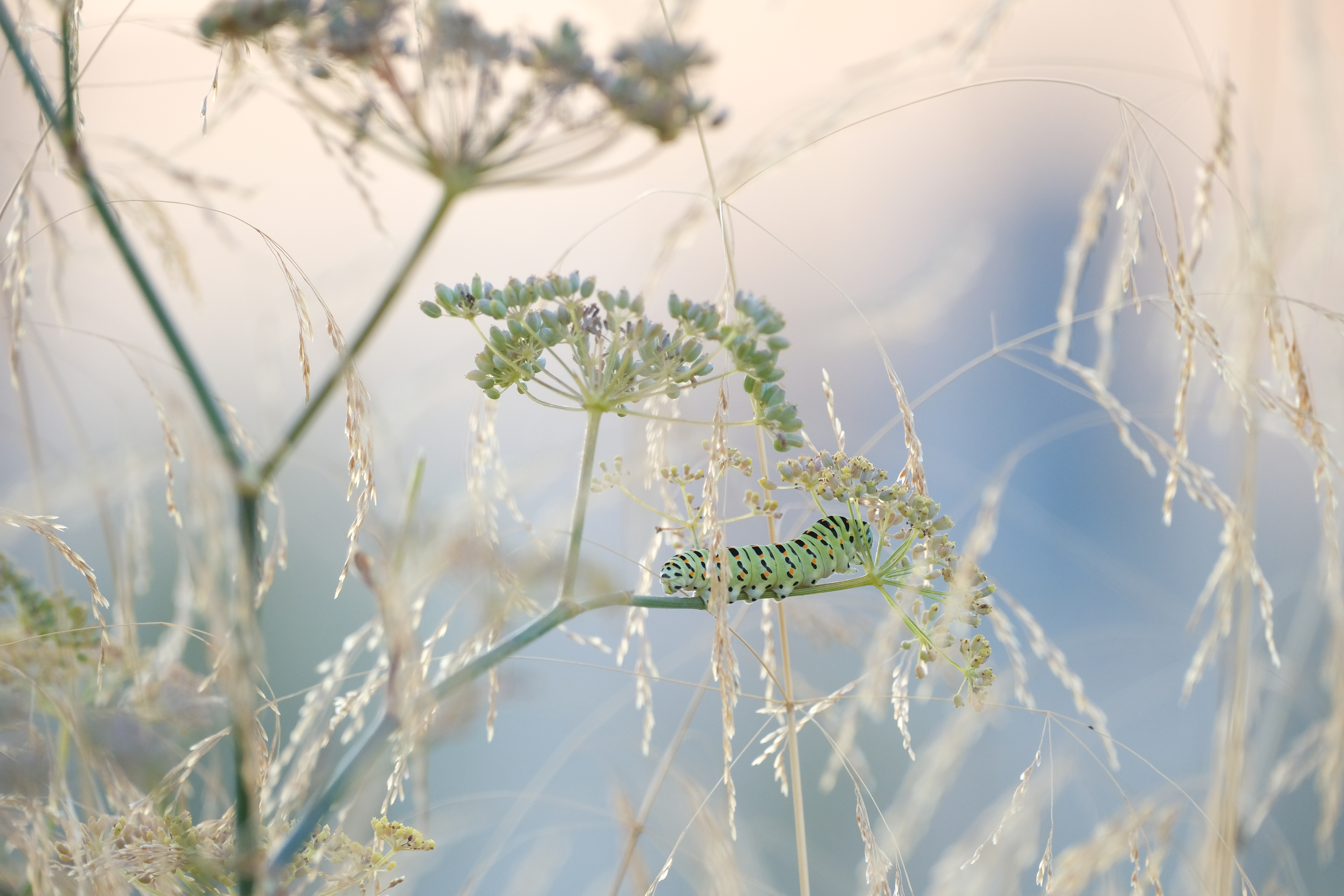
Rups van de koninginnenpage